# Voves
Voves ist eine Ortschaft und eine ehemalige französische Gemeinde mit 3.322 Einwohnern (Stand: 1. Januar 2022) im Département Eure-et-Loir in der Region Centre-Val de Loire. Sie gehörte zum Arrondissement Chartres und zum Kanton Les Villages Vovéens.
Mit Wirkung vom 1. Januar 2016 wurden die bisherigen Gemeinden Voves, Montainville, Rouvray-Saint-Florentin und Villeneuve-Saint-Nicolas zu einer Commune nouvelle mit dem Namen Les Villages Vovéens zusammengeschlossen und verfügen in der neuen Gemeinde über den Status einer Commune déléguée. Der Verwaltungssitz befindet sich im Ort Voves.

## Geografie
Voves liegt etwa 25 Kilometer südöstlich von Chartres. Zur Gemeinde Voves gehörten die Ortsteile Fainville, Saignolles, Genonville, Yerville, Sazeray, Lhopiteau und Villarceaux.

## Geschichte
Von 1942 bis 1944 bestand in Voves ein französisches Internierungslager (frz. Camp de Voves) → Gefangenenlager Voves.

## Bevölkerungsentwicklung
| Jahr      | 1962 | 1968 | 1975 | 1982 | 1990 | 1999 | 2008 | 2017 |
| Einwohner | 2352 | 2506 | 2619 | 2834 | 2785 | 2928 | 2910 | 3296 |

## Sehenswürdigkeiten
- Kirche Saint-Lubin (12.–17. Jahrhundert)
- Fontaine Saint-Lubin
- Dolmen bei der Fontaine Saint-Lubin

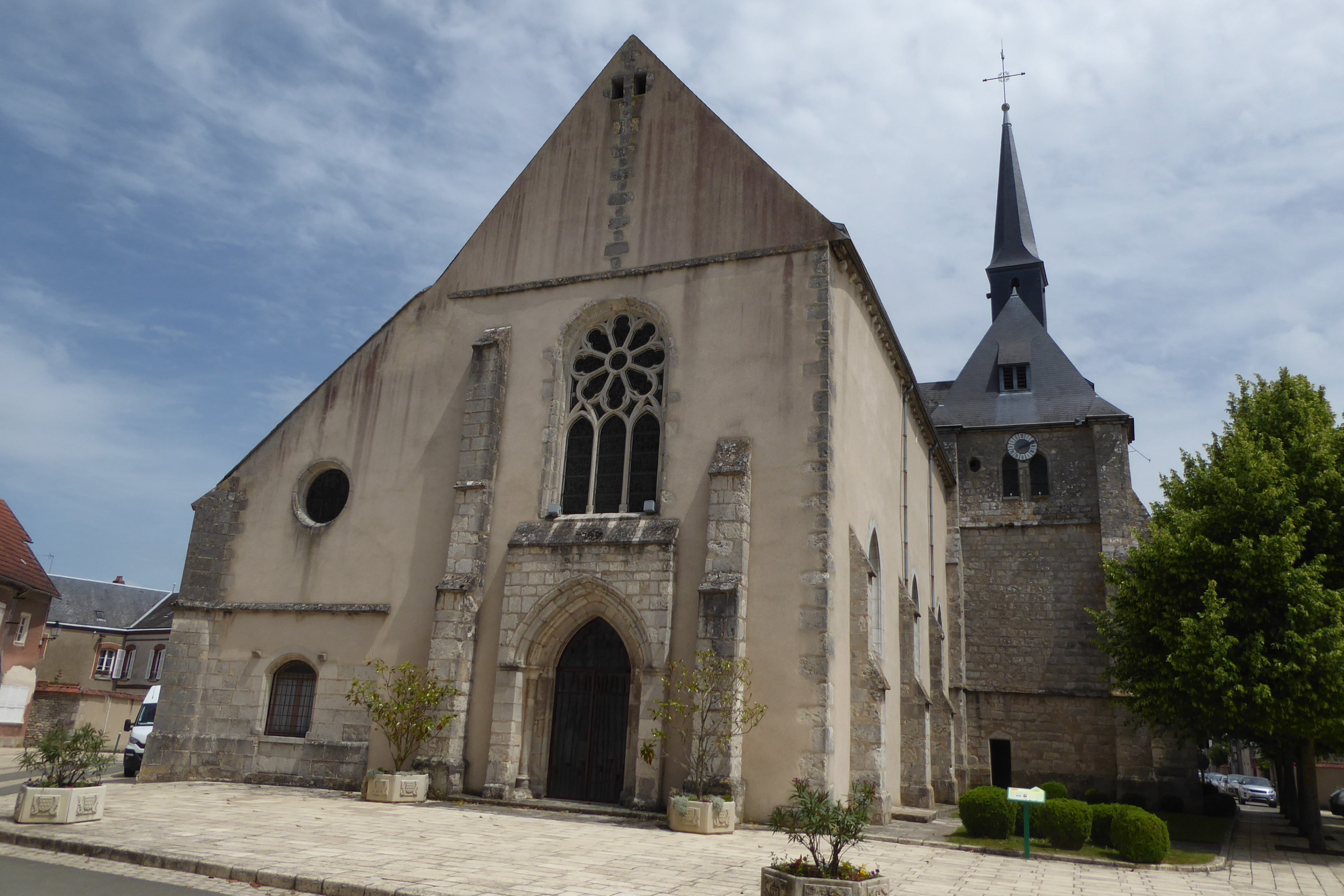
Kirche Saint-Lubin
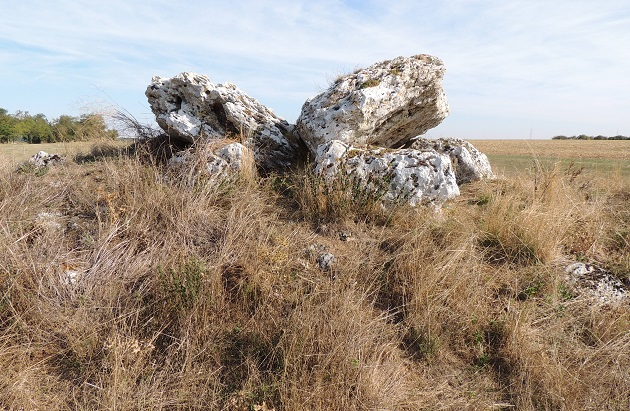
Dolmen

## Persönlichkeiten
- Philippe Alliot (* 1954), Formel-1-Rennfahrer